# Hamza al-Mustapha

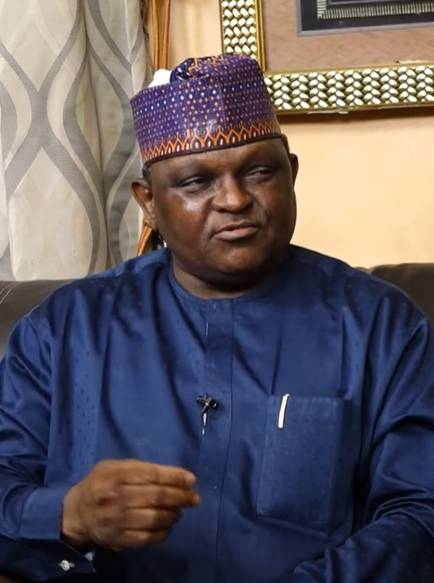
Hamza al-Mustapha

Hamza al-Mustapha ist ein nigerianischer Offizier im Rang eines Majors. Er war Sicherheitschef des ehemaligen Diktators Sani Abacha. Nach dessen Tod 1998 wurde er des Mordes angeklagt und im Februar 2012 zum Tode verurteilt.

## Leben

### Jugend
Al-Mustapha wurde für den Nachrichtendienst ausgebildet. Er war in mindestens zwei Beobachtungen von Putschversuchen involviert, was ihm das Interesse von Sani Abacha einbrachte.

### Sicherheitschef
Er war der Aide-de-camp von Sani Abacha in dessen Zeit als Armeechef von August 1985 bis August 1990.
Während der Militärdiktatur Abachas vom 17. November 1993 bis 8. Juni 1998 war al-Mustapha der Chief Security Officer to the Head of State (CSOHS). Die von ihm geleiteten Einheiten waren an der außergerichtlichen Ermordung von Oppositionellen beteiligt. In seinen Funktionen hatte al-Mustapha außergewöhnliche Vollmachten.
Außerdem war Al-Mustapha in der auch der Chef des State Security Service (SSS), des Directorate of Military Intelligence und der National Intelligence Agency.
In diesen Funktionen wurde er beschuldigt, für Folterungen, Tötungen und bewusste Fahrlässigkeit verantwortlich gewesen zu sein. Er soll auch auf Anweisungen von Sani Abachas Frau Maryam mehrere Frauen festgehalten und gefoltert haben, die diese für Affären ihres Mannes hielt.
Außerdem wurde er beschuldigt, als Chef des SSS mithilfe von Diplomatenpässen mit Drogen gehandelt zu haben.
Nach dem Tod von Abacha am 8. Juni 1998 wurde al-Mustapha seiner Posten enthoben.

### Anklage
Im Oktober 1998 wurde al-Mustapha zusammen mit Mohammed Abacha, dem Sohn des Diktators, verhaftet. Mohammed Abacha wurde 2002 freigesprochen.
Al-Mustapha wurde am 5. Februar 2012 vom High Court in Lagos zum Tod durch den Strang verurteilt. Ihm wurde vorgeworfen für die Ermordung der Oppositionsführerin Kudirat Abiola, der Frau von Moshood Abiola, am 4. Juni 1996 verantwortlich zu sein. Sie wurde zusammen mit ihrem Fahrer im Morgenverkehr von Lagos von Unbekannten erschossen. Al-Mustapha hatte die Waffe und Munition geliefert. Der Richterin wertete den Umstand, dass al-Mustapha in der Haft gefoltert wurde, nicht als mildernd.